# Chrysomma altirostre
El timalí de Jerdon (Chrysomma altirostre) es una especie de ave paseriforme de la familia Sylviidae que vive en el sur de Asia. Anteriormente se clasificaba en la familia Timaliidae, pero se trasladó de familia cuando se demostró la proximidad genética del género Chrysomma con los miembros de los géneros Sylvia y Paradoxornis.

## Descripción
Es un pájaro pequeño, que mide entre 16–17 cm de longitud total, de morfología intermedia entre las currucas (Sylvia) y los picoloros (Paradoxornis). Tiene una larga cola que usa para equilibrarse cuando trepa por la vegetación. Su pico es más grueso que el de las currucas pero no llega a ser tan robusto como el de los picoloros. El plumaje de sus partes superiores es de color castaño y su vientre es color canela, mientras que su garganta y pecho son de color gris blanquecino. Suele tener el lorum de color negruzco que se difumina por el resto del rostro, aunque la subespecie nominal lo tenía también de color gris blanquecino. Su cola y alas suelen ser más rojizas que el resto de las partes superiores y suelen tener las puntas más grisáceas. Sus patas son oscuras y su pico es grisáceo, más claro en la parte inferior. El iris de sus ojos es pardo amarillento y presenta un anillo ocular amarillo verdoso.
Los dos sexos son de aspecto similar, y los juveniles son de tonos más anaranjados en las partes superiores, y tienen la parte inferior del pico rosada. Las diferencias entre subespecies son ligeras, siendo los de la población central de tonos castaños más cálidos y con grises más oscuros.
Su pariente cercano el timalí ojigualdo (C. sinense) es de aspecto similar, aunque de colores más contrastados y llamativos, con partes inferiores blancas además de una lista superciliar blanca, y tiene las patas y el iris amarillo y el anillo periocular amarillo anaranjado.
Su canto consiste en gorgeos de 4 a 8 notas de tipo chi-chi-chi-chiu-chiu-chiu, tiu-tiu-tiu-tiu chiu o ih-ih-ih-ih chiu chitit chiu i'wwiuu, con un final prolongado y que a veces empieza con notas de tipo itch, itit or tchiu. Estas aves generalmente cantan en la madrugada posados sobre los juncos, con la cabeza ligeramente elevada. Entre sus llamadas se incluyen cortos tic o tsik, a veces se extienden en series de ts-ts-tsik que pueden terminar en un tiw.

## Distribución y taxonomía
Se encuentra en los humedales de las proximidades del Himalaya y sus estribaciones. Las tres subespecies que se reconocen se distribuyen así:
- Chrysomma altirostre altirostre - en la cuenca alta de los ríos Irawadi y el Sittang.
- Chrysomma altirostre griseigularis - presente en la base del Himalaya desde Nepal hasta Assam.
- Chrysomma altirostre scindicum - en la cuenca pakistaní del Indo.

## Comportamiento y hábitat
Es un ave sedentaria que vive todo el año entre la vegetación densa cercana al agua, a menudo en las llanuras aluviales y en los meandros abandonados. Suele desplazarse rápidamente en parejas o familias, ocasionalmente pequeñas bandadas de una o dos docenas de individuos, entre los carrizales y juncales altos, evitando herbazales y matorrales bajos. Se alimenta picoteando entre las hojas y rasgando las hojas de las cañas para sacar artrópodos y otros pequeños invertebrados.
Las plantas dominantes en su hábitat favorito suelen ser los cañaverales de varios metros de altura. C. a. scindicum generalmente se encuentra entre las cañas Saccharum arundinaceum y Saccharum spontaneum), mientras que C. a. griseigularis suele encontrarse entre las Saccharum munja, y en el este entre las cañas de S. ravennae y S. procerum. Su hábitat preferido también contiene carrizo común (Phragmites australis) o carrizos de Khagra (P. karka), además de espadañas del género Typha (como Typha angusta). Por otro lado, no son muy atractivos para la especie las plantaciones de caña de azúcar y los lechos con una sola especie de caña. También se extiende con menor frecuencia por zonas con otro tipo de vegetación, generalmente herbazales. Entre las especies se incluyen las de los géneros Imperata, como la cisca [I. cylindrica), la caña común (Arundo donax), y juncos vetiver (Cymbopogon zizanioides), Desmostachya bipinnata, Narenga porphyrocoma y Themeda arundinacea.

## Estado de conservación
La UICN lo clasifica como especie vulnerable. No es abundante en ninguna parte y en Assam (donde parece ser más numeroso) su población está en declive. La subespecie nominal, propia de Birmania, se había avistado por última vez en julio de 1941 en Myitkyo, y el último espécimen recolectado databa de entre 1914 y mediada la década de 1930. A causa de la inaccesibilidad de su área de distribución y la falta de estudios en la zona no se había encontrado hasta 2014, cuando se localizó un pequeño grupo. Igualmente la continuidad de la especie en Bangladés es incierta. Se conoce la presencia de la subespecie C. a. griseigularis únicamente en las áreas protegidas, en concreto los parques nacionales de Dibru-Saikhowa, Kaziranga and Manas en Assam, y el Parque nacional de Royal Chitwan y la reserva natural de Sukla Phanta de Nepal. Su presencia en Nepal no se ha documentado desde 1989/1990. La subespecie C. a. scindicum es rara y se sabe que lleva en declive varias décadas. Actualmente el único lugar donde es vista con relativa frecuencia es el canal de Rohri al sur de Khairpur.
En total se cree que quedan menos de 10.000 individuos adultos. La categoría exacta en la que clasifica es VU A2c+3c+4c. Esto significa que su población ha descendido alrededor de un 30% y se espera que siga descendiendo al menos otra década. Las razones para su declive no se conocen completamente, pero el descenso de la población probablemente esté relacionado con la destrucción de su hábitat a causa del drenaje de los humedales y las represas de agua para la agricultura y el control de los caudales de inundación, y no se espera que estas amenazas cesen a corto plazo. En 1933 se afirmaba que para encontrar a esta especie se necesitaban enormes lechos de carrizos, preferentemente de no menos de dos metros de alto, pero actualmente tal hábitat es muy raro.
La especie aparentemente tolera la recolección sostenible de cañas para su uso como material de construcción. Se pueden ver grandes bandadas de esta especie en los carrizales parcialmente cortados o quemados, por lo que si se evitan las talas a gran escala, el uso humano de los carrizales de hecho mejora la calidad del hábitat, al evitar el envejecimiento y secado de grandes zonas de carrizal. Como regla general mientras se mantengan poblaciones sanas de carrizos Phragmites probablemente esta ave sobrevivirá también.